# Collyer, Kansas
Collyer là một thành phố thuộc quận Trego, tiểu bang Kansas, Hoa Kỳ. Năm 2010, dân số của xã này là 109 người.

## Dân số
Dân số các năm:
- Năm 2000: 133 người
- Năm 2010: 109 người